# Finzel
Finzel – jednostka osadnicza w Stanach Zjednoczonych, w stanie Maryland, w hrabstwie Garrett.